# スティーブン・ユニバース:ザ・ムービー
『スティーブン・ユニバース:ザ・ムービー』（英: Steven Universe: The Movie）は、レベッカ・シュガーによって製作されたアニメテレビシリーズ『スティーブン・ユニバース』に基づいた2019年のアメリカのアニメミュージカルテレビ映画。ただし放映体制は事実上のOVAであり、劇場公開ではない。
この映画は、シュガーと長年のクルーメンバーであるカット・モリスとジョー・ジョンストンが監督、共同執筆、プロデュース、エグゼクティブ・プロデュースを行い、ザック・カリソン、エステル、ミカエラ・ディーツ、ディディー・マグノホール、サラ・スタイルズが出演し、テレビシリーズからアンサンブルキャストが再演。

## あらすじ
テレビシリーズ『スティーブン・ユニバース』の続編であり、お馴染みのクリスタル・ジェムズの仲間たちや、ダイヤモンドたちが登場。
16歳になった主人公スティーブンは母であるピンク・ダイヤモンドのかつての遊び相手であったスピネルとの出会いとともに失われた仲間の記憶と地球の平和を取り戻すため戦う。

## リリース

### インターナショナル
日本では、この映画は2020年12月6日にBOOMERANGで初公開され、2022年5月21日にカートゥーン ネットワークで放映された。
長年カートゥーン ネットワーク・スタジオの副社長を担当していたブライアン・A・ミラーは、2021年3月19日にワーナー・ブラザース・アニメーションのエグゼクティブ・バイスプレジデントであるエド・アダムスが、AT&Tとの合併による全社的な再編の一環として、両スタジオのゼネラルマネージャーに就任し、カートゥーン ネットワーク・スタジオでの仕事を辞めたため、2022年5月21日に日本のカートゥーン ネットワークにおけるCN NITE（カートゥーンナイト）にて放送された『スティーブン・ユニバース:ザ・ムービー』では、ブライアン・A・ミラーがカートゥーン ネットワーク・スタジオエグゼクティブプロデューサーを参加する最後の作品となった。さらにカートゥーン・ネットワークスタジオ全体の映画(OVA)として最後に制作されたのは2020年の『ぼくらベアベアーズ: ザ・ムービー』と2023年の「Craig Before the Creek』である。